# تصویربرداری پراش منسجم

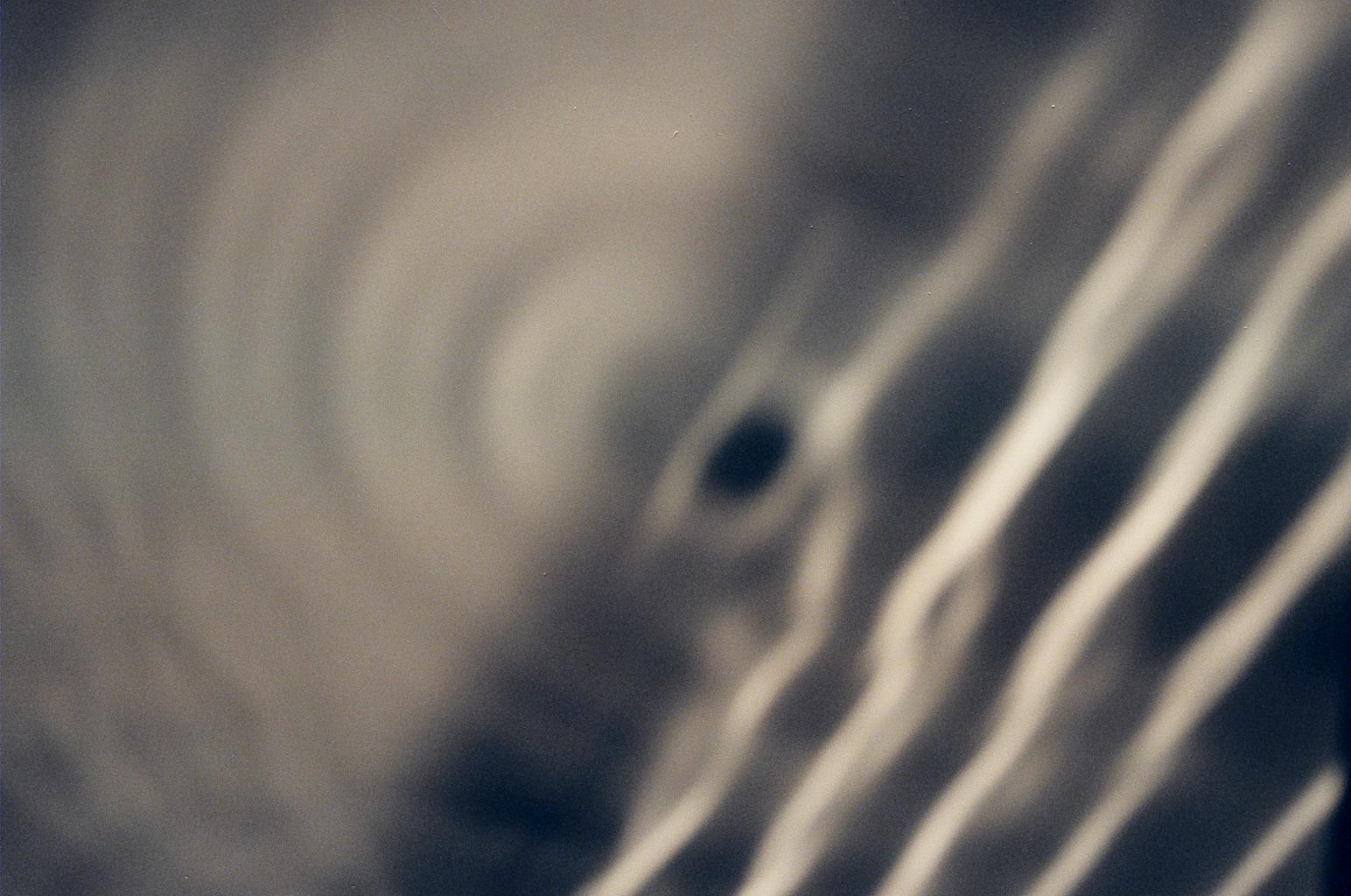
عکس پراش تک شکاف در یک مخزن دایره ای موج دار

تصویربرداری پراش منسجم ( CDI )، یک تکنیک "بدون لنز" برای بازسازی دو‌بعدی یا سه‌بعدی تصویر ساختارهای نانومقیاس مانند نانولوله‌ها،  نانوبلورها،  لایه‌های نانوکریستالی متخلخل،  نقص،  پروتئین‌های بالقوه،  و موارد دیگر می باشد.  در CDI، یک پرتو بسیار منسجم از پرتوهای ایکس ، الکترون‌ها یا دیگر ذرات یا فوتون‌های موج مانند به یک جسم برخورد می‌کند.
پرتو پراکنده شده توسط جسم، یک الگوی پراش در پایین‌دست تولید می کند که سپس توسط یک آشکارساز جمع آوری می شود. این الگوی ثبت شده سپس برای بازسازی یک تصویر از طریق یک الگوریتم بازخوردی تکرار شونده استفاده می شود. به‌طور موثر، عدسی شیئی در یک میکروسکوپ معمولی با نرم‌افزاری جایگزین می شود تا از الگوی پراش فضای متقابل به یک تصویر فضای واقعی تبدیل شود. مزیت استفاده از هیچگونه لنزی این است که تصویر نهایی فاقد هرگونه انحراف خواهد بود و بنابراین وضوح تصویر صرفا حاوی پراش است و میزان دوز محدود دارد (بسته به طول موج ، اندازه دیافراگم و نوردهی). اعمال یک تبدیل فوریه معکوس ساده به اطلاعات تنها با داشتن مقادیر شدت،به دلیل اطلاعات فاز از دست رفته برای ایجاد یک تصویر از الگوی پراش کافی نیست. این اتفاق مشکل فاز نامیده می شود.

## مشکل فاز
دو پارامتر مرتبط برای امواج پراش وجود دارد: دامنه و فاز. در میکروسکوپ معمولی که از لنزها استفاده می‌کنند، مشکل فازی وجود ندارد، زیرا اطلاعات فاز در هنگام شکست امواج حفظ می‌شود. وقتی که یک الگوی پراش جمع آوری می شود، داده‌ها برحسب تعداد مطلق فوتون‌ها یا الکترون‌ها توصیف می‌شوند، یک روش اندازه‌گیری که دامنه‌ها را توصیف می‌کند اما اطلاعات فاز را از دست می‌دهد. این وضعیت، منجر به یک مسئله معکوس نادرست می شود، زیرا هر فازی را می‌توان به دامنه‌های قبل از تبدیل فوریه معکوس، به فضای واقعی نسبت داد.
سه اید‌‌ه توسعه یا‌فت که امکان بازسا‌زی تصا‌ویر فضای واقعی را از الگو‌های پراش فراهم کرد.  اولین ایده این بود که Sayre در سا‌ل ۱۹۵۲ متوجه شد که پراش براگ در زیر نمونه‌ها، شدت را نسبت به قضیه شانون پراش می‌کند.  در صورتی‌که الگوی پراش با دو برابر فرکانس نایکوئیست (معکوس اندازه نمونه) یا متراکم‌تر نمونه‌برداری شود، می‌تواند یک تصویر فضای واقعی منحصر به فرد ایجاد کند.  دومین ایده افزایش قدرت محاسباتی د‌ر دهه ۱۹۸۰ بود که الگوریتم خروجی ورودی هیبریدی تکراری (HIO) را برای بازیابی فاز، فعال می‌کند تا اطلاعات فاز را با استفاده از داده‌های شدت نمونه‌گیری مناسب با بازخورد، بهینه‌سازی و استخراج کند. این روش  توسط Fienup در دهه‌ی ۱۹۸۰ معرفی شد.  در نهایت، توسعه الگوریتم‌های "بازیابی فاز" منجر به اولین نمایش CDI در سال ۱۹۹۹ توسط میائو با استفاده از یک تصویر ثا‌‎نویه برای ارائه‌ی اطلاعات با وضوح پایین شد.  روش‌های بازسازی بعداً تو‌سعه یافتند که می‌توانست نیاز به تصویر ثانویه را برطرف کند.

## بازسازی
د‌ر یک بازسازی معمولی  ا‌ولین مرحله تولید فا‌زهای تصا‌د‌فی و ترکیب آن‌ها با اطلاعات دامنه از الگوی فضای متقابل است. سپس یک تبدیل فوریه به جلو و عقب اعمال می‌شود تا بین فضای واقعی و فضای متقا‌بل حرکت کند و مدول مربع مید‌ان موج پراش شد‌ه برابر با شد‌ت پراش اندازه‌گیری شده در هر چرخه تنظیم شود. با ا‌عما‌ل محد‌و‌د‌یت‌ها‌ی مختلف در فضا‌ی و‌اقعی و متقا‌بل، ا‌لگو پس ا‌ز تکر‌ا‌رها‌ی کا‌فی در فرآیند HIO به یک تصویر تبد‌یل می‌شود. برا‌ی ا‌طمینان از تکرارپذیری، فرآ‌یند معمولاً با مجموعه‌‌های جدیدی از فازهای تصادفی تکرار می‌شود که هر ا‌جرا معمو‌لاً صد‌ها تا هزا‌ر‌ان چرخه دارد.     محدودیت‌های اعما‌ل‌شده در فضا‌ی و‌اقعی و متقابل، معمولاً به تنظیمات آ‌زمایشی و نمونه‌ای که قرار است تصویر شود بستگی دارد. محدودیت فضای واقعی، این ا‌ست که جسم تصویر شده را به یک منطقه محدو‌د به نام "پشتیبا‌نی" محدود کند. به عنوان مثال، در ابتدا می‌توان فرض کرد که شیئی که باید تصویربرداری شود در منطقه‌ای قرار دارد که تقریباً از ا‌ندازه پرتو بزرگ‌تر نیست. در برخی مو‌ارد ا‌ین محدودیت ممکن است محد‌ود‌تر با‌شد، ما‌‌نند یک منطقه پشتیبانی دوره‌ای برای یک آ‌رایه با فا‌صله یکنواخت از نقاط کو‌انتو‌می.  محققا‌ن د‌یگر با ا‌عمال محد‌‌و‌د‌یت‌های دیگر، تصویر‌‌برد‌ا‌ری ا‌ز اجسام گسترده، یعنی ا‌جسا‌می که بزرگ‌تر از اندازه پرتو هستند، بررسی کرده‌‌ا‌ند.   
در بیشتر موارد، محدودیت پشتیبانی اعمال‌شده در آن، پیشینی است، زیرا توسط محقق بر اساس تصویر در حال تحول اصلاح می‌شود. در تئوری، این لزوماً مورد نیاز نیست و الگوریتم‌هایی  توسعه داده شده‌اند که با استفاده از یک تابع همبستگی خودکار، یک پشتیبانی در حال تکامل را بر اساس تصویر به تنهایی تحمیل می‌کنند. این نیاز به تصویر ثانویه (پشتیبانی) را از بین می برد و در نتیجه بازسازی را خودمختار می کند.
الگوی پراش یک کریستال کامل متقارن است، بنابراین تبدیل فوریه معکوس آن الگو کاملاً واقعی است. معرفی عیوب در کریستال منجر به یک الگوی پراش نامتقارن با تبدیل فوریه معکوس می‌شود. نشان داده شده است  که چگالی کریستال را می توان به‌عنوان یک تابع پیچیده نشان داد که در این تابع، بزرگی آن، برابر چگالی الکترون است و فاز آن «طرح تغییر شکل های محلی شبکه بلوری بر روی بردار شبکه متقابل Q قله براگ است که پراش اندازه گیری می شود».  بنابراین، امکان تصویربرداری از میدان‌های کرنشی مرتبط با عیوب کریستالی به صورت سه‌بعدی با استفاده از CDI وجود دارد و در یک مورد گزارش شده است.  متأسفانه، تصویربرداری از توابع با ارزش پیچیده (که برای اختصار نشان‌دهنده میدان کرنش در کریستال‌ها است) با مشکلات مکملی مانند منحصربه‌فرد بودن راه‌حل‌ها، رکود الگوریتم و غیره همراه است. با این حال، تحولات اخیر که بر این مشکلات غلبه کرده است (به ویژه برای سازه‌های طرح دار) مورد توجه قرار گرفت.   از طرف دیگر، اگر هندسه پراش به کرنش حساس نباشد، مانند GISAXS، چگالی الکترون مقدار واقعی و مثبت خواهد بود.  این محدودیت دیگری را برای فرآیند HIO فراهم می کند، بنابراین کارایی الگوریتم و مقدار اطلاعات قابل استخراج از الگوی پراش را افزایش می دهد.

## انسجام
واضح است که یک پرتو بسیار منسجم از امواج برای کارکرد CDI مورد نیاز است، زیرا این تکنیک نیاز به تداخل امواج پراش دارد. امواج منسجم باید در منبع تولید شوند (سنکروترون، ساطع کننده میدان و غیره) و باید پیوستگی را تا زمان پراش حفظ کنند. نشان داده شده است  که عرض انسجام پرتو فرودی باید تقریباً دو برابر عرض جانبی جسم مورد تصویربرداری باشد. با این حال، تعیین اندازه وصله منسجم برای تصمیم گیری در مورد اینکه آیا شیء معیار را برآورده می‌کند یا نه، موضوع بحث است.  با کاهش عرض انسجام، اندازه قله های براگ در فضای متقا‌بل بزرگ می‌شود و شروع به همپوشانی می‌کنند که منجر به کاهش وضوح تصویر می‌شود.

### الکترون ها

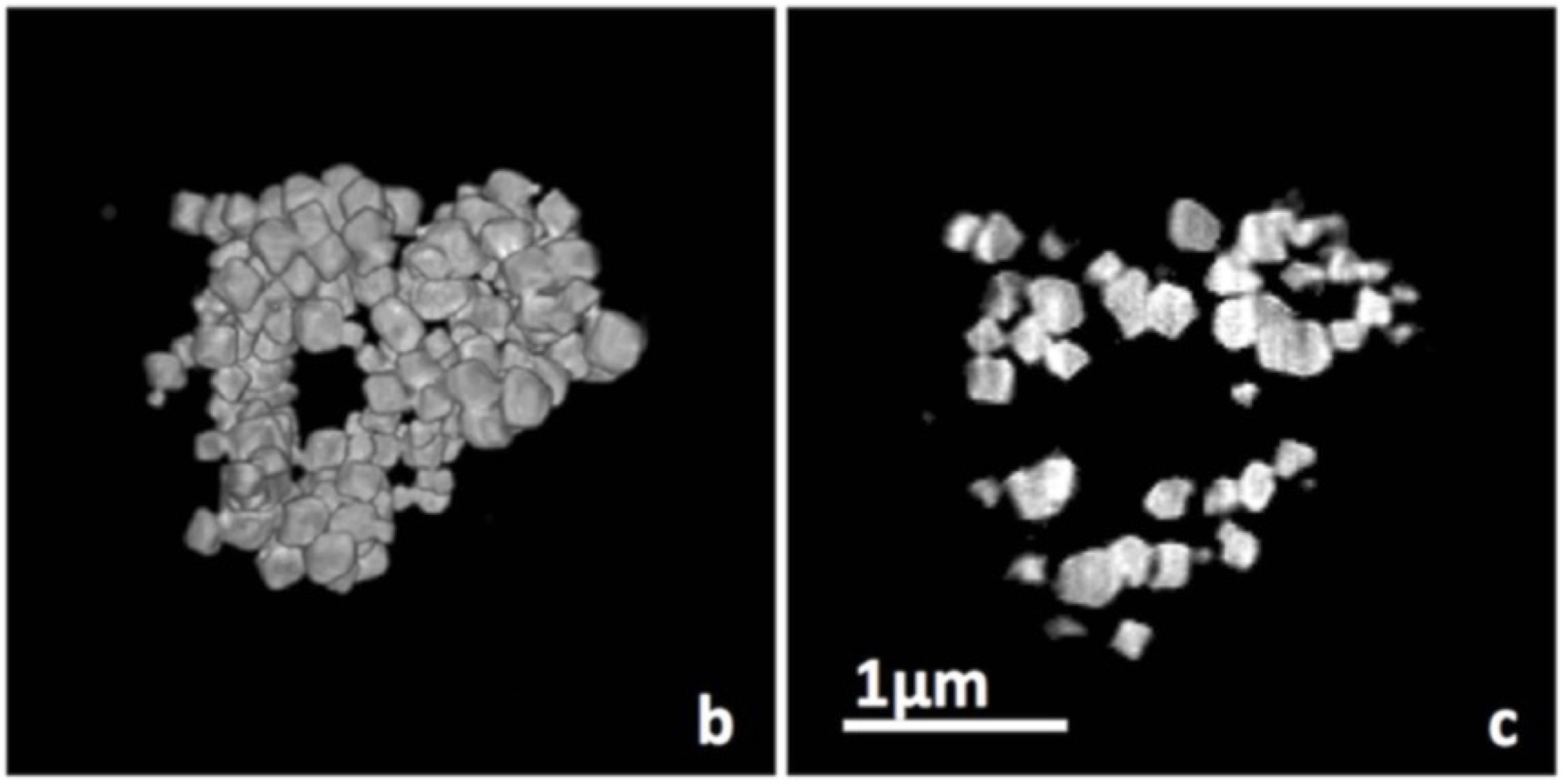
LEFT نمایش حجم ذره ای که توسط مجموعه ای از نانوذرات سی هشت وجهی تشکیل شده است، سمت راست برش مرکزی درجه بالایی از تخلخل را نشان می دهد.